# Gustav Batthyány-Strattmann

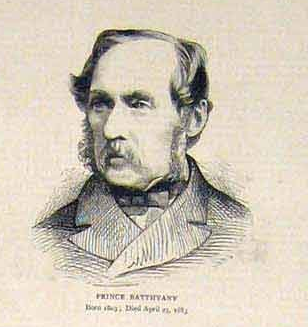
Gusztáv Batthyány

Gustav Batthyány-Strattmann (ungarisch Batthyány-Strattmann Gusztáv; * 8. Dezember 1803 in Pressburg; † 25. April 1883 in Newmarket) war ein Adliger und Pferdezüchter aus der ungarischen Familie Batthyány. In England, wo er den Großteil seines Lebens verbrachte, war er auch bekannt als Count Gustavus Batthyány. Durch den Tod seines kinderlos gebliebenen Cousins zweiten Grades, Philipp Batthyány-Strattmann, wurde er 1870 zum 5. Fürst Batthyány-Strattmann. Im Stammbaum seiner Familie wird er als Gustav I. geführt.

## Herkunft und Familie
Fürst Gustav entstammte dem alten und weit verzweigten ungarischen Magnatengeschlecht Batthyány, das zu den bedeutendsten Adelsfamilien der Habsburgermonarchie gehörte. Er war der älteste Sohn von Graf Antal Josef Batthyány-Strattmann und dessen Ehefrau Maria Cäcilie von Rogendorff und Mollenburg. Sein Urgroßvater väterlicherseits, Ludwig Ernst Batthyány, war unter Maria Theresia ungarischer Hofkanzler und Palatin. Dessen Bruder Karl Josef Batthyány wurde in Anerkennung für seine Leistungen als General, Feldmarschall und Erzieher des späteren Kaisers Joseph II. 1763/64 in den Fürstenstand erhoben. Da er kinderlos blieb, ging der Titel auf die Nachkommen von Ludwig Ernst über. Gustav erbte den Fürstentitel 1870 von seinem kinderlosen Cousin zweiten Grades, Philip Batthyány-Strattmann, dem Enkel des Bruders seines Großvaters.

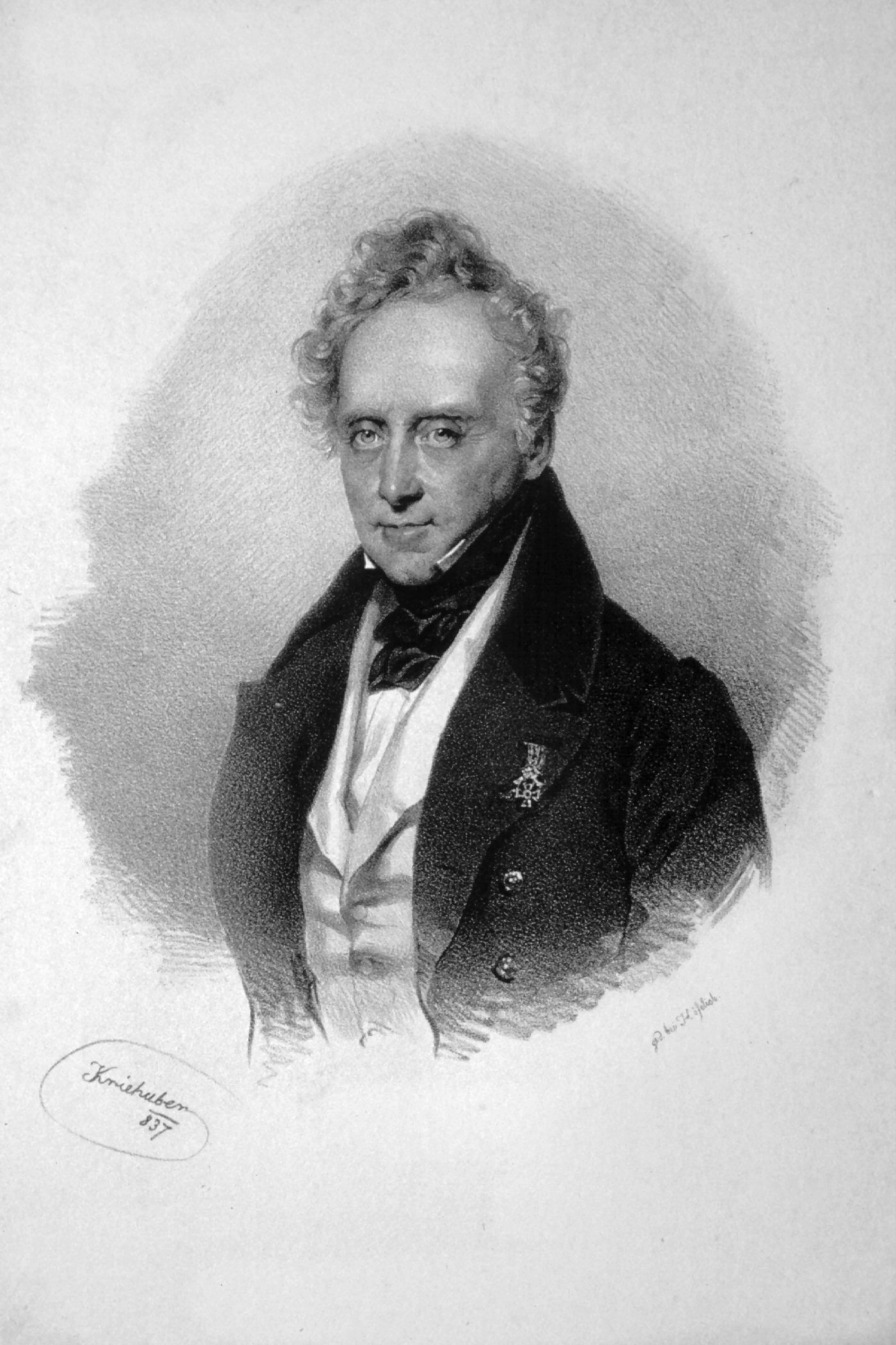
Gustav erbte den Fürstentitel von seinem kinderlos gebliebenen Cousin Philipp Batthyány-Strattmann

Die Line der Gustav entstammte bestand aus den Nachkommen von Christoph II., dem älteren der beiden Söhne von Adam I. Batthyány, der für die Familie „als Stammvater im engeren Sinn“ gilt. Dieser Zweig der Familie war als fürstliche Linie, die Nachkommen von Christophs Bruder Paul I. als gräfliche Linie bekannt.
Gustav war der Bruder des Revolutionärs und Politikers Kasimir Batthyány, der während der Ungarischen Revolution 1848/49 unter Lajos Kossuth erster Außenminister Ungarns wurde.

## Leben und Wirken

### Junge Jahre
Der spätere Fürst Batthyány-Strattmann wurde am 8. Dezember 1803 in Poszony (deutsch Pressburg), dem heutigen Bratislava, als Graf Gustav Theodor Anton Batthyány-Strattmann de Németújvar geboren. Sein Vater war Offizier in der kaiserlichen Armee, die Familie lebte größtenteils in Mailand und Wien. In seiner Jugend unternahm er etliche Reisen und besuchte dabei 1825 auch das erste Mal England. Nach seiner Rückkehr diente er als Offizier in einem Ulanenregiment in Mailand und war Adjutant des Gouverneurs des Mailänder Territoriums im damals zum Kaisertum Österreich gehörenden Königreich Lombardo-Venetien. In Mailand begann er ein außereheliches Verhältnis mit seiner späteren Ehefrau Wilhelmine von Ahrenfeld, verwitwete Gräfin Ferdinand von Bubna und Littiz. Dieser Beziehung entstammen seine beiden Söhne Edmund (1826–1914), der spätere 6. Fürst Batthyány-Strattmann, und Gustav Emilian (geb. 1828). Durch die 1828 nach dem Tod seines Vaters erfolgte Eheschließung mit Wilhelmine legitimierte er seine beiden Söhne nachträglich.

### Emigration

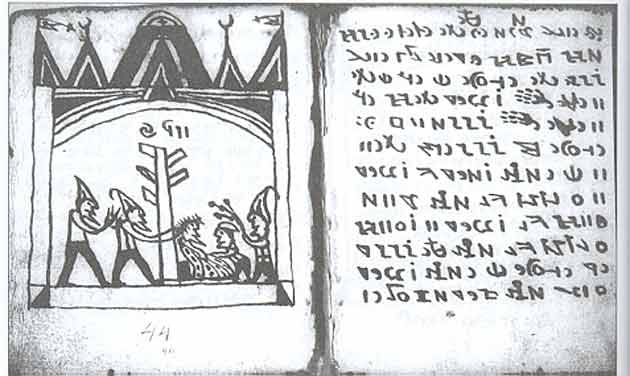
Der von Gustav der Ungarischen Akademie der Wissenschaften überlassene Codex Rohonczi

Aufgrund der politischen Instabilität während der Reformzeit in Ungarn zog er in den 1830er-Jahren nach Großbritannien, wo er 1838 auch eingebürgert wurde. Im gleichen Jahr schenkte er seine gesamte Bibliothek einschließlich des Codex Rohonczi – ein in einer bis heute in unbekannter Schrift und Sprache verfasstes Manuskript aus dem 16. Jahrhundert – der ungarischen Akademie der Wissenschaften. Während der Ungarischen Revolution von 1848/49 war er zusammen mit seinem Bruder Kasimir und deren entferntem Cousin Lajos in der Nationalbewegung aktiv. Durch die Märzgesetze wurde sein Bruder Kasimir ursprünglich zum Außenminister ernannt, und sein Cousin Lajos zum Ministerpräsidenten. Im Zuge der Niederschlagung der Revolution wurde Lajos Batthyány jedoch hingerichtet, und Kasimir musste zusammen mit Lajos Kossuth ins Exil ins Osmanische Reich flüchten. Nach dem Scheitern der Revolution lebte Gustav fast ausschließlich in England.

### Pferdezucht
Als großer Pferdeliebhaber wurde Batthyány erst Jockey und gründete 1843 schließlich sein eigenes Gestüt, mit dem er viele Rennen gewinnen und hohe Preisgelder erzielen konnte. Sein erfolgreichster Trainer war John Dawson. Dieser baute unter anderem Galopin auf, einen Hengst, der 1874 und 1875 zehn von elf Rennen gewann und danach erfolgreich als Zuchtpferd verwendet wurde. Die Farben seines Rennstalls waren zunächst Blau und Orange mit schwarzer Kappe. Später traten seine Jockeys in grüner Kleidung an. Wann genau der Wechsel stattfand, ist umstritten. 1859 wurde er als erstes Mitglied ausländischer Herkunft in den Jockey Club aufgenommen.
Im Frühjahr 1883 erlitt Batthyány in Erwartung eines spektakulären Rennsieges des Galopinsohnes Galliard einen Herzinfarkt. Einer der ersten, die dem Sterbenden zu Hilfe eilten, war der junge Herzog von Portland, der wenige Monate später nach der Auflösung des Batthyányschen Rennstalls den Galopinsohn St. Simon kaufte.

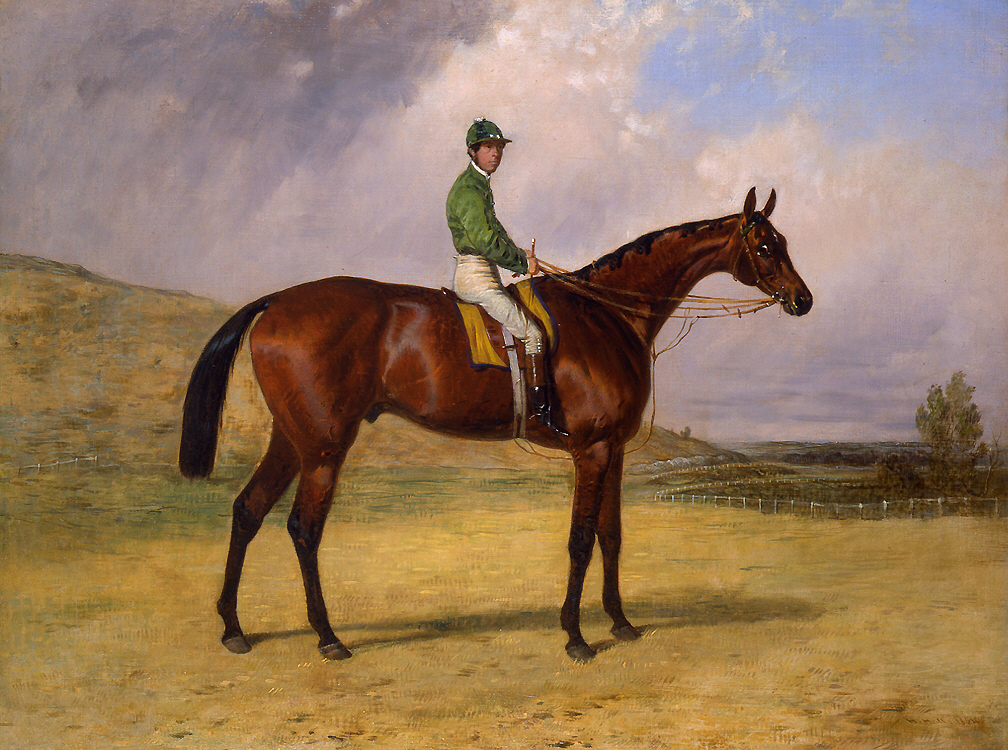
George Fordham in den neuen Rennfarben auf Prince Plausible (* 1858), Gemälde von Harry Hall
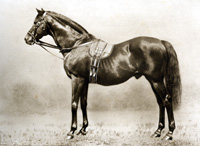
Galopin (1872–1899)
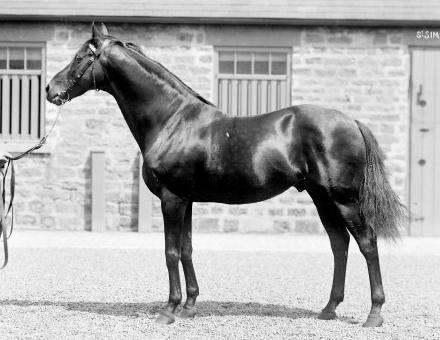
St. Simon (1881–1908)
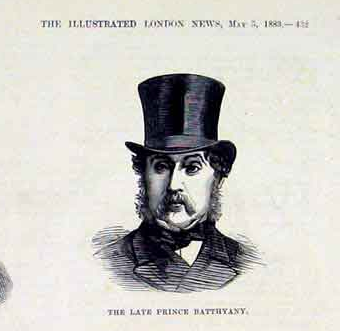
Batthyány in seinen späteren Jahren

## Ehe und Nachkommen
Am 14. Dezember 1828 heiratete Gustav Wilhelmine von Ahrenfeld, verwitwete Gräfin Ferdinand von Bubna und Littiz, mit der er bereits zwei Söhne hatte:
- Edmund Gustav (1827–1914), 6. Fürst Batthyány-Strattmann
- Gustav Emilian (1828–1906)